# Tempio funerario
Il Tempio funerario detto anche cultuale oppure tempio alto o tempio a monte, parte integrante del complesso piramidale durante l'Antico e Medio Regno era un edificio dedicato al culto del faraone defunto e del suo Ka nella sua valenza terrena e divina ed è anche denominato tempio piramidale canonico.
Questo era, dopo la piramide principale, il luogo  importante del complesso dove terminava la processione funeraria e dove avvenivano i riti di commiato mentre successivamente vi avevano luogo le funzioni giornaliere dedicate alla memoria del sovrano, degli atti compiuti in vita e le celebrazioni di particolari ricorrenze.

## Antico Regno

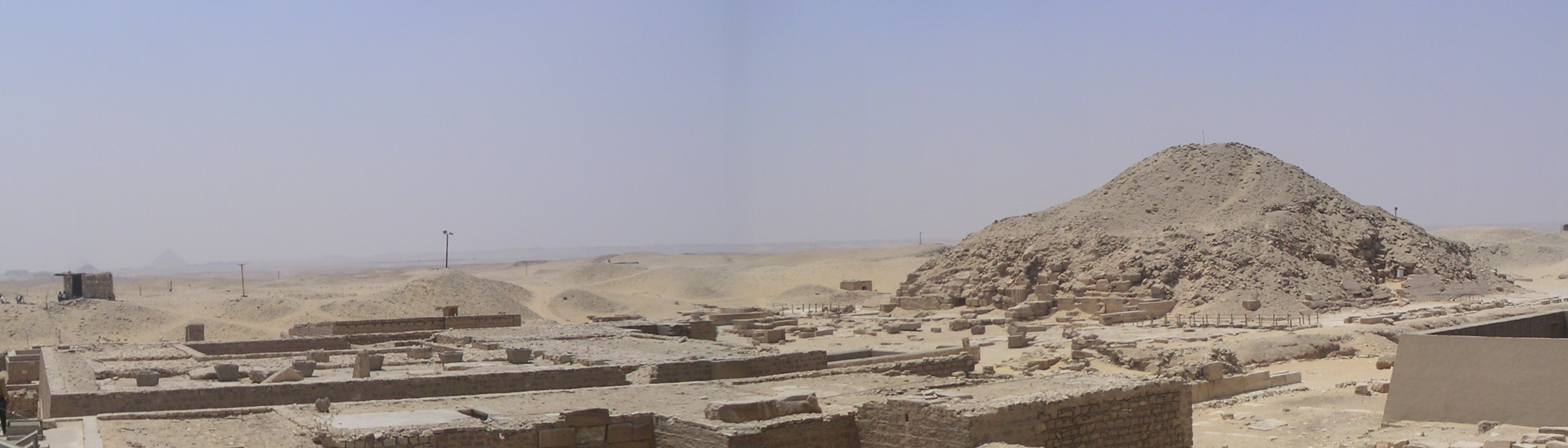
Complesso funerario piramidale del sovrano Unis con asse tempio a valle-rampa processionale-tempio funerario (Antico Regno)

Le prime costruzioni, edificate a nord, risalgono all'Antico Regno ed alla I dinastia erano molto semplici e consistevano in una cappella cultuale con una tavola delle offerte e due stele poste lateralmente.
Verso la IV dinastia, il piccolo edificio venne ampliato e spostato ad est per rispettare l'asse tempio funerario-rampa processionale-tempio a valle con le uniche eccezioni dei templi di Niuserra ad Abusir e di Userkaf a Saqqara dovute a carenze di spazi oppure per la presenza di antiche costruzioni.
Al suo posto residuò una piccola cappella mentre la nuova struttura divenne così complessa da divenire un tempio autonomo.
Il modello canonico del tempio funerario presentava: portale d'ingresso, vestibolo, sala ipostila, atrio e porticato arredato con numerose statue del sovrano.
Sul lato occidentale vi era inoltre la sala delle nicchie di valore rituale e simbolico con le statue rappresentanti la titolatura completa del sovrano secondo la teoria dell'egittologo tedesco Uvo Holscher.
Seguiva un serdab e, a partire dalla V dinastia, una grande sala delle offerte con falsa porta sulla parete ad ovest e tavola delle offerte; presenti anche molti locali accessori tra cui i magazzini.
Era sostanzialmente diviso in due parti: la prima destinata ai riti pubblici e la seconda a quelli riservati alla classe sacerdotale alla quale potevano accedere solo gli iniziati.

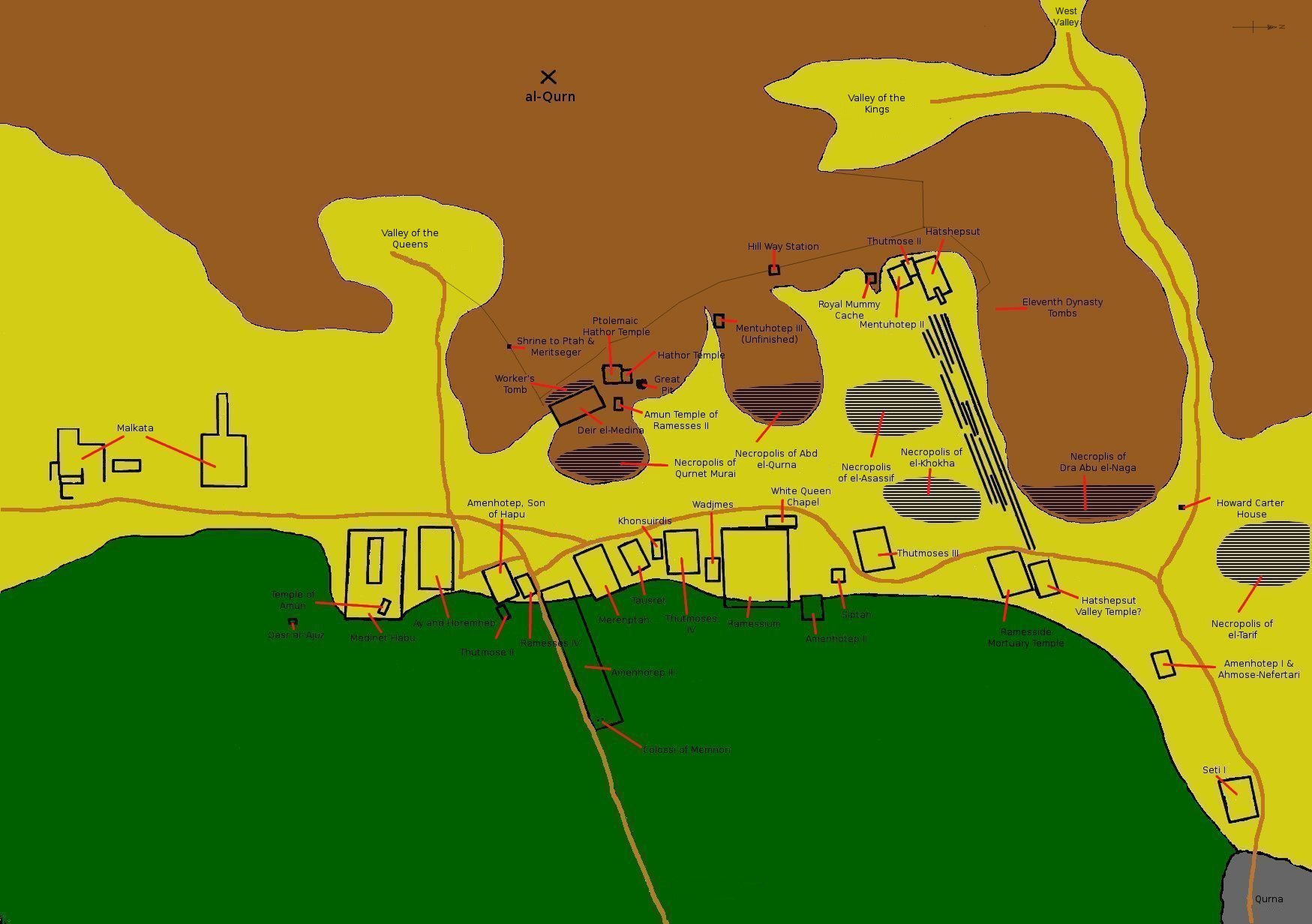
In basso al limite del verde, indicante le terre coltivate, e sul giallo, indicante le propaggini della catena libica, vi è la successione dei templi funerari relativi agli ipogei della Valle dei Re

## Medio Regno
Durante il Medio Regno comparve l'uso di dare un nome al tempio funerario similmente a quello dato alle piramidi ed altri monumenti.
Le nostre conoscenze sul funzionamento dei templi funerari provengono sia dai Testi delle piramidi sia dagli archivi dei papiri di Userkhau che documentano in maniera precisa e dettagliata molte attività del tempio.

## Nuovo Regno
Durante il Nuovo Regno, il tempio funerario si divise dalla tomba perché le sepolture vennero spostate nella Valle dei Re e scavate nella roccia delle alture della catena libica che circondavano la vasta piana di Tebe.
Nella pianura, a Tebe ovest, furono invece realizzati i templi funerari alcuni dei quali con la caratteristica di perfetto allineamento con i rispettivi ipogei reali.
Dedicati al culto di Amon e del sovrano defunto divinità egli stesso, ne sono stati ritrovati circa una trentina, molti  ridotti a pochi massi ed altri completamente distrutti. Inoltre, non tutti sono stati identificati perché costruiti in mattoni crudi che non hanno resistito al trascorrere dei secoli e forse all'opera distruttiva dell'uomo.
Tra i templi funerari annoveriamo:
- Tempio di Ramses III
- Tempio di Ay e Horemheb
- Tempio di Thutmose II
- Tempio di Amenhotep III
- Tempio di Amenhotep (figlio di Hapu)
- Tempio di Thutmose I
- Tempio di Merenptah
- Tempio di Tausert
- Tempio di Thutmose IV
- Tempio di Ramses II
- Tempio di Amenofi II
- Tempio di Siptah
- Tempio di Thutmose III
- Tempio di Hatshepsut
- Tempio di Mentuhotep II